# Fuente de la Tomasa
La fuente de la Tomasa es una fuente de agua potable para uso público situada en el parque de la Dehesa de la Villa al noroeste de Madrid.

## Descripción
El origen del agua de la fuente se remonta a uno de los sistemas de conducciones y depósitos, entonces llamados viajes del agua, que se construyeron en el siglo XVII. Uno de ellos el Viaje de Amaniel atraviesa la Dehesa de la Villa.

## Historia

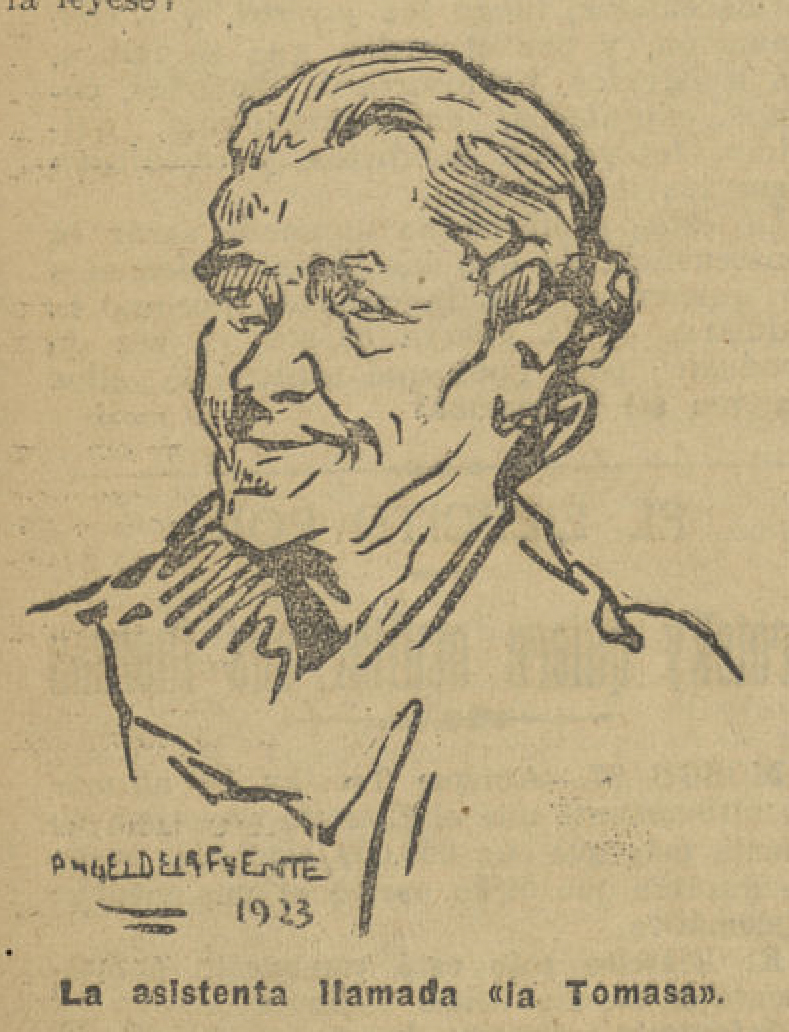
1923-12-28, El Liberal, La asistenta llamada «la Tomasa», Ángel de La Fuente

Cuando el agua no estaba accesible en cada casa, las mujeres, como responsables de la higiene y el cuidado de los hogares tenían que ir muy a menudo a buscarla, por lo que las fuentes eran lugares de reunión del vecindario en los que compartir historias propias y ajenas.
En la década de los años 50 del siglo XX, los vecinos celebraban bailes y los niños formaban pequeñas piscinas aprovechando la cercanía del Canalillo. Antes de su reciente rehabilitación estaba medio escondida y resultaba un lugar discreto en el que lavarse.
Durante esta época empezó a verse por allí de forma regular a una mujer llamada Tomasa. Según vecinos que vivieron en estos tiempos, Tomasa estableció la fuente como lugar de citas con puteros y prostitutas, llegando a ser tan popular que se le adjudicó su nombre a la fuente. Resulta relevante que el nombre de una prostituta aparezca en la toponimia de la ciudad de Madrid .
La fuente está rodeada de zarzas, arbustos y moreras y es un lugar estratégico para el avistamiento de aves. En la actualidad es de gran alivio para excursionistas y paseantes de la Dehesa.

## Galería

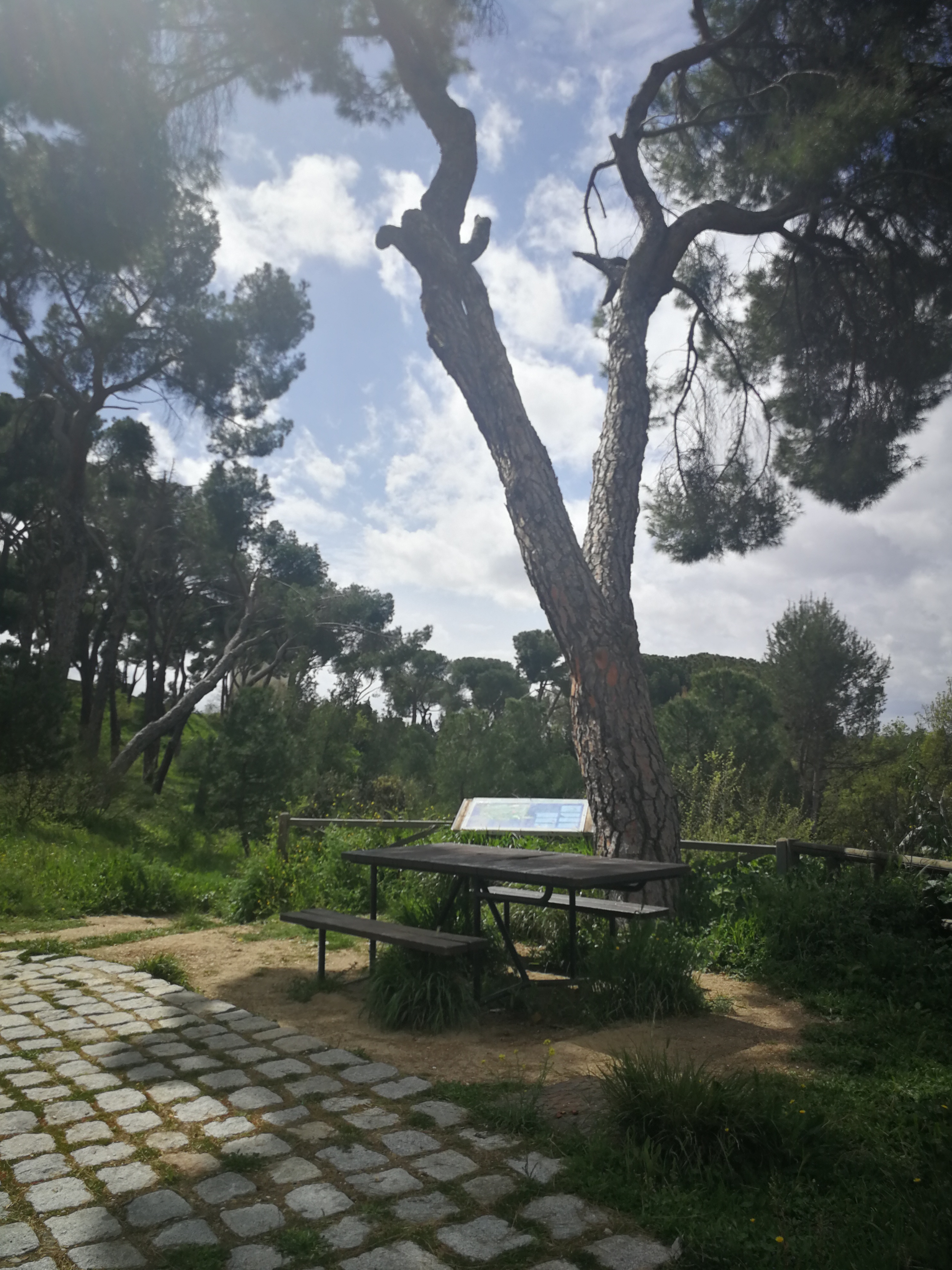
Mesa y bancos para merendar junto a la fuente
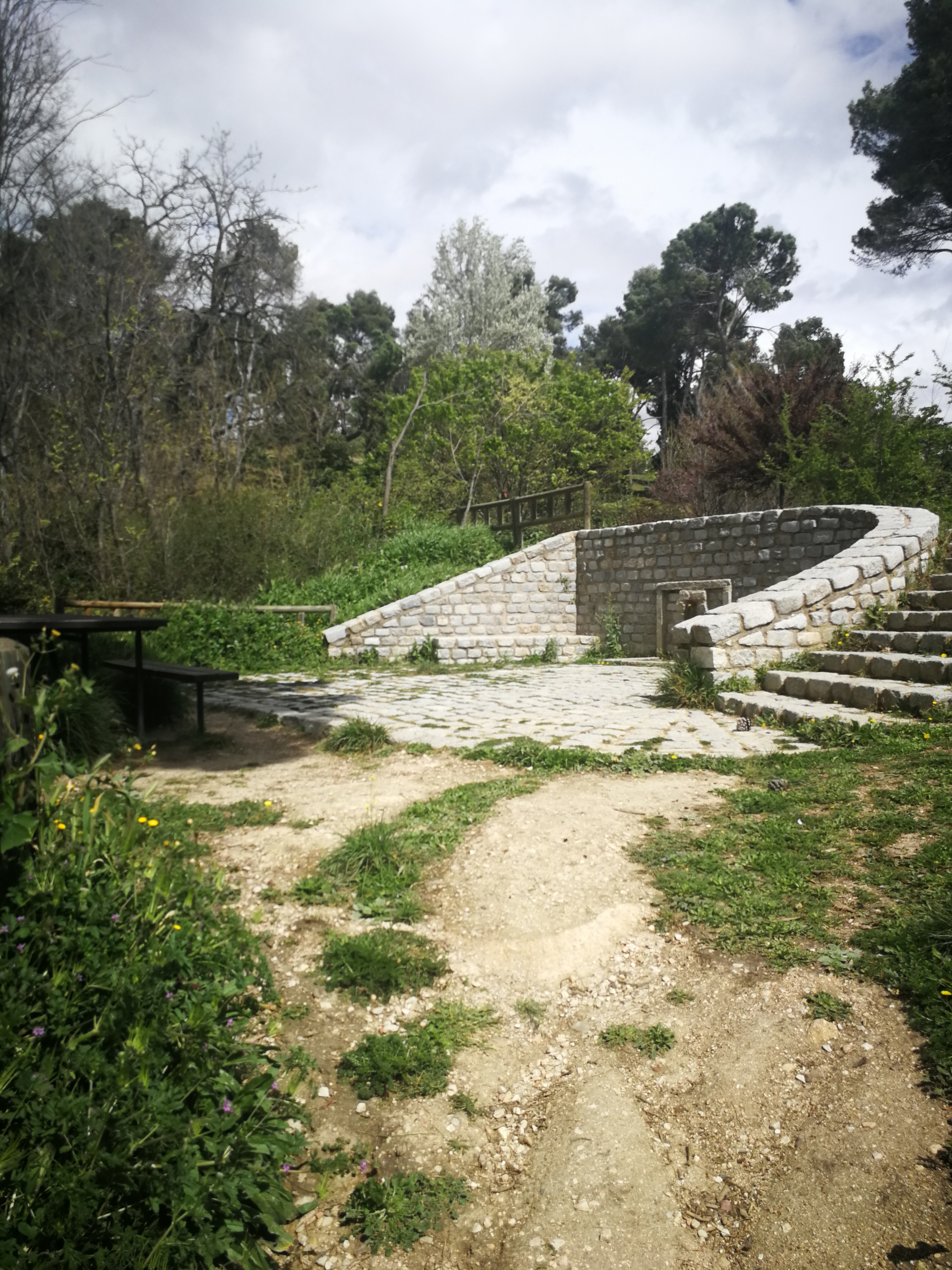
Merendero de la fuente de La Tomasa
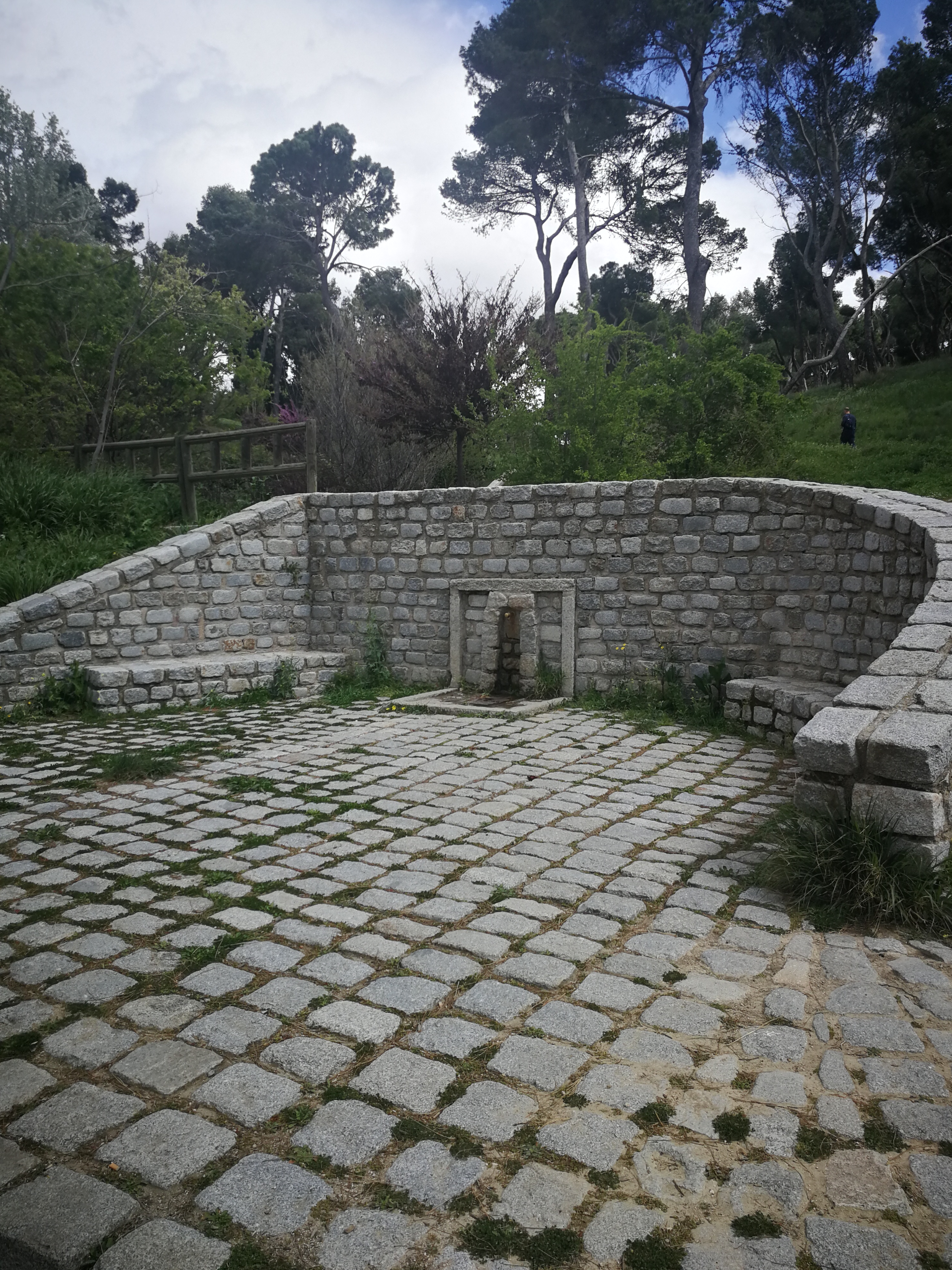
Fuente de La Tomasa
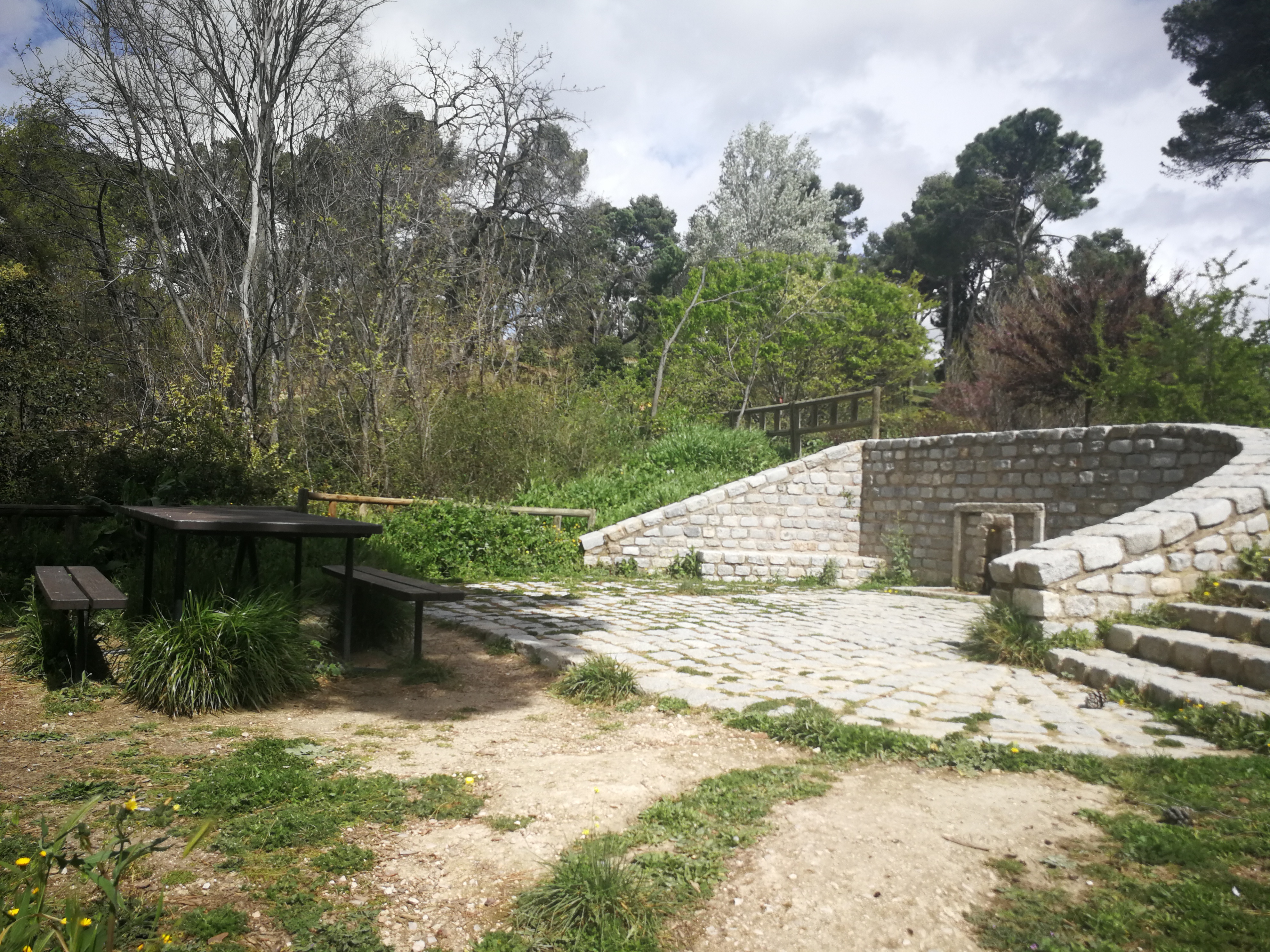
Vista de la mesa con bancos junto a la fuente